# Ranunculus juratensis
Ranunculus juratensis är en ranunkelväxtart som beskrevs av T. Brodtbeck. Ranunculus juratensis ingår i släktet ranunkler, och familjen ranunkelväxter. Inga underarter finns listade i Catalogue of Life.